# Una storia disonesta/Anche se fosse peggio
Una storia disonesta/Anche se fosse peggio è il secondo singolo del cantautore italiano Stefano Rosso, pubblicato nel 1977.

## Il disco
Il disco, pur riportando sull'etichetta la data 1976, viene distribuito nei negozi a gennaio del 1977, ed infatti riporta una catalogazione con il prefisso PB.
Entrambe le canzoni sono tratte dall'album Una storia disonesta, pubblicato poche settimane dopo (e di cui la grafica ricalca la copertina): il 45 giri ottiene molto successo, grazie alla programmazione delle radio libere dell'epoca della canzone sul lato A, entrata nella storia della canzone italiana per il riferimento allo spinello nei versi del ritornello « Che bello, due amici una chitarra e uno spinello... », che gli porta anche un servizio a lui dedicato dal programma Odeon. Tutto quanto fa spettacolo.
Anche la canzone sul lato B, Anche se fosse peggio, viene comunque trasmessa molto spesso; è un valzer con un testo in cui, con la consueta ironia, Stefano Rosso riflette sulla vita (« Ho visto cantautori matti, / ladri autodidatti, /ministri senza portafoglio mai, /ho visto tanta neve a Roma, / tanti con la chioma, dischi con un giro in più, / e cari amici adesso lo confesso, / se potessi tutto rifarei.../ E non sarò un poeta / ma anche se la vita fosse peggio / non la tradirei »).
Il 45 giri rimane in hit-parade per ben 18 settimane.
Entrambe le canzoni vengono registrate negli Studi RCA di Roma, sono scritte dallo stesso Rosso, che si firma però con il suo vero nome, Stefano Rossi, ed edite dalla Edizioni Musicali RCA Musica; il tecnico del suono è Antonio Rampotti, e gli arrangiamenti sono curati da Luciano Ciccaglioni e Piero Ricci.

## Curiosità
Il brano "Una storia disonesta" è citato nella canzone Servi della gleba degli Elio e le Storie Tese e nel brano "L'Appello" di Daniele Silvestri.

## Cover
Il brano “Una storia disonesta” è stato reinterpretato nel 2015 da Luca Barbarossa in duetto con Alex Britti e Alessandro Mannarino nell’album Radio DUEts Musica Libera.

## Formazione
- Stefano Rosso: voce, chitarra
- Massimo Buzzi: batteria
- Piero Ricci: basso elettrico, percussioni
- Mike Frazer: pianoforte spinetta
- Luciano Ciccaglioni: chitarra acustica, armonica a bocca in Anche se fosse peggio, percussioni
- Tino Fornai: violino solista

Orchestra d'archi (non sono riportati i nomi dei musicisti)